# FSV Frankfurt
- Não confundir com: Eintracht Frankfurt

Fußballsportverein Frankfurt 1899 Eingetragener Verein|e.V., abreviado como FSV Frankfurt é uma agremiação esportiva fundada em 20 de agosto de 1899 e sediada em Bornheim, distrito de Frankfurt, Hesse. Atualmente disputa a quarta divisão da Bundesliga, a Regionalliga.

## História
A associação, desde que foi criada, em 1899, no distrito de Bornheim, sempre viveu, salvo raras exceções, sob a sombra do rival mais forte Eintracht Frankfurt. Contudo, o ápice ocorreu, em 1925, quando perdeu a final do Campeonato Alemão por 1 a 0 para o Nuremberg. O clube ainda jogou a final da DFB-Tschammerpokal, a atual Copa da Alemanha, em 1938, sendo batido por 3 a 1 pelo Rapid Viena, que disputara o torneio devido ao Anschluß.
Depois de ter vencido o campeonato organizado pela VFSV (Verband Süddeutscher Fussball Vereine), a Federação das sociedades futebolísticas da Alemanha Meridional, em 1933, o FSV passou a jogar a Gauliga Südwest, uma das 16 dezesseis máximas divisões criadas pelo Terceiro Reich. Nos cinco anos seguintes o time sempre terminou na metade da classificação, exceção feita por um segundo lugar conquistado, em 1939.  
Em 1941, a Gauliga Sudeste foi dividida em duas. Gauliga Westmark e la Gauliga Hessen-Nassau, tendo o clube jogado a segunda. A agremiação terminou em segundo lugar, em 1943, atrás do Kickers Offenbach e, em 1944, se fundiu por um breve período com o SG Eintracht Frankfurt para poder jogar durante o tempo de guerra com o nome de KSG Frankfurt.
Após o fim da Segunda Guerra Mundial, as autoridades aliadas sancionaram o fechamento de todas as associações, incluindo as esportivas. O clube foi reconstituído, em 1945, com o nome de SG Bornheim e tomou a atual denominação ao fim daquele ano. O clube foi inserido na Oberliga Süd, naquele tempo a primeira divisão, e disputou campeonatos em nível mediano, terminando sempre no meio da classificação, até 1962, ano no qual sofreu o descenso. Em 1963, foi criada a atual máxima série, a Bundesliga. O time foi relegado a jogar a Regionalliga Süd. 
Em 1968 caiu para a Amateurliga (terceiro nível) e conquistou a promoção no ano seguinte. Depois, por três anos, da temporada de 1970-1971 à temporada de 1972-1973 retornou à terceira divisão. Em 1975, retornou à segunda divisão, intitulada Zweite Bundesliga, depois de ter vencido o campeonato amador alemão. Jogou até 1981, chave sul até que naquele ano foi decidido que a segunda divisão fosse incorporada em uma chave única. A última aparição da agremiação na Zweite Bundesliga ocorre em 1995, mas a aventura acabou depois de um ano após ficar no 18º posto, o último lugar.
No fim da temporada 2006-2007, o clube chegou em primeiro na Oberliga Hessen e conquistou a promoção à Regionalliga Sul. Assim que concluiu o campeonato, o clube cumpriu o empreendimento de alcançar a segunda divisão após 13 anos. Depois de uma primeira parte de campeonato com mais sombras do que luz, o time negro/azul disputou um segundo turno, pouco excecional, escalando o vértice da classificação somente na última rodada e ganhando o título de campeão da Regionalliga Sul à frente do Ingolstadt. Ambos foram promovidos à Zweite Bundesliga. 
Na temporada 2012-2013 da 2.Bundesliga, o FSV Frankfurt ficou a 4 pontos do play-off de acesso à Bundesliga. Nas temporadas seguintes fez campanhas muito fracas na 2.Bundesliga, culminando no rebaixamento à 3. Liga na temporada 2015-2016 e na temporada seguinte, terminando na última colocação, sofre novo descenso, desta vez à Regionalliga, quarto nível do futebol alemão.

## Títulos
| - German football championship - Vice-campeão: 1925; - Southern German championship - Campeão: 1933; - German amateur champions - Campeão: 1972; - Nordkreis-Liga (I) - Campeão: 1917; - Vice-campeão: 1911, 1916, 1918; - Kreisliga Nordmain (I) - Campeão: 1923; - Vice-campeão: 1920 - Bezirksliga Main (I) - Campeão: 1924, 1925, 1926, 1927; - Bezirksliga Main-Hessen (I) - Campeão: 1933; - 2° Oberliga Süd (II) - Campeão: 1963; - Oberliga Hessen (III-IV) - Campeão: 1969, 1973, 1975, 1982, 1994, 1998, 2007, 2010‡; - Vice-campeão: 1993, 2002, 2005, 2006; - Verbandsliga Hessen-Süd (VI) - Campeão: 2009‡; | - German Cup - Vice-campeão: 1938 - Hesse Cup - Campeão: 1990 - Vice-campeão: 1982, 1986, 2006 |

- ‡ Vencido com o time reserva.

## Cronologia recente
A recente performance do clube:
| 2° Bundesliga |

| 2° Bundesliga |